# Gare de Vincelles
La gare de Vincelles est une gare ferroviaire française de la ligne de Laroche-Migennes à Cosne, située sur le territoire de la commune de Vincelles, à proximité de Bazarnes, dans le département de l'Yonne, en Bourgogne-Franche-Comté.
C'est une halte ferroviaire de la Société nationale des chemins de fer français (SNCF) desservie par des trains TER Bourgogne-Franche-Comté.

## Situation ferroviaire
Établie à 122 m d'altitude, la gare de Vincelles est située au point kilométrique (PK) 186,270 de la Ligne de Laroche-Migennes à Cosne, entre les gares de Champs - Saint-Bris et de Cravant - Bazarnes. 
Elle est équipée d'un quai, le quai « 1 », pour la voie « Directe », qui dispose d'une longueur utile de 170 m.

## Service des voyageurs

### Accueil
Halte SNCF, c'est un point d'arrêt non géré (PANG) à entrée libre. Cet arrêt a été supprimé au 1er juillet 2015 par la SNCF sans consultation publique, puis rétabli le 13 décembre 2015 à la suite de la mobilisation des usagers et des élus locaux contre cette décision.

### Desserte
Vincelles est desservie par les trains TER Bourgogne-Franche-Comté qui effectuent des missions entre les gares de Paris-Bercy, ou de Laroche - Migennes, et d'Avallon ou de Clamecy.

### Intermodalité
Le stationnement des véhicules est possible à proximité.